# Zakhar Bron

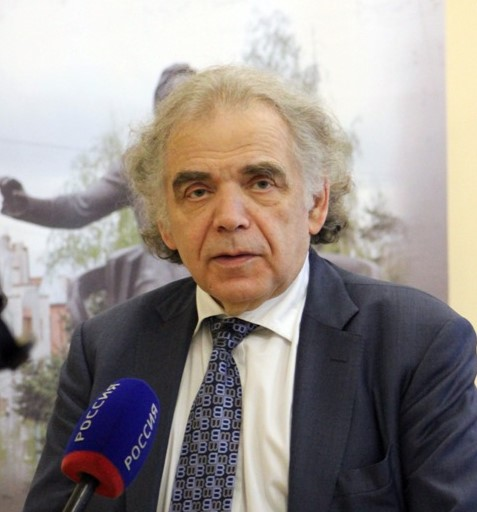
Zakhar Bron (2016)

Zakhar Nukhimovich Bron (deutsche Transkription Sachar Nuchimowitsch Bron, russisch Захар Нухимович Брон, [zɐ'xar nu'ximɔwitʃ brɔn]; * 17. Dezember 1947 in Uralsk, UdSSR) ist ein russisch-sowjetischer Violinist und bedeutender Violinpädagoge. Seit 1989 lebt er in Westeuropa.

## Werdegang
Zakhar Bron stammt aus einer jüdischen Familie. Seine Eltern flohen in den 1930er Jahren vor den Nationalsozialisten in die Sowjetunion. Bron wurde 1947 als Sohn einer polnischen Pianistin und eines rumänischen musikbegeisterten Ingenieurstudenten im westlichen Kasachstan geboren.  Sein erster Musiklehrer in seiner Heimatstadt erkannte sein Talent und empfahl ihn an die seinerzeit beste Geigenschule, die Stoljarski-Schule für Musik im ukrainischen Odessa. Bron lebte in dieser Zeit bei einer Gastfamilie und der Pädagoge Arthur Sisserman bildete ihn grundlegend aus. Danach reiste er gemeinsam mit seinem Vater nach Moskau, wo ihn Boris Goldstein in die Geigenklasse am Gnessin-Konservatorium sowie bei sich zu Hause aufnahm. 1966 wurde er Schüler von Igor Oistrach am Tschaikowsky-Konservatorium. Nachdem Bron 1971 sein Meisterschülerstudium abgeschlossen hatte, erhielt er eine Aspirantur, die durch den obligatorischen Wehrdienst in der Roten Armee unterbrochen wurde. Im Jahr 1971 war er Preisträger (12. Platz) beim Concours Musical Reine Elisabeth in Brüssel; 1977 teilte er sich mit dem US-Amerikaner Peter Zazofsky den dritten Preis beim Internationalen Henryk-Wieniawski-Violinwettbewerb im polnischen Posen.

## Tätigkeit als Lehrer
Von 1974 bis 1988 lehrte Bron am Glinka-Konservatorium in Nowosibirsk. Aus finanziellen Gründen war er auch als Lehrer an der Kreismusikschule tätig. In Sibirien unterrichtete er u. a. Vadim Repin, Maxim Vengerov und Natalia Prischepenko. Durch die internationalen Erfolge seiner Schüler wurde er der Violinlehrer über die Grenzen hinaus bekannt. Eine pädagogische Zukunft, etwa in Leningrad, realisierte sich nicht. Durch seine Kontakte mit dem Pianisten Justus Frantz u. a. wurde er nach Westdeutschland eingeladen. Noch vor dem Zerfall der Sowjetunion erhielt er 1989 eine Professur an der Musikhochschule Lübeck. Gemeinsam mit seinen Schülern zog er nach Lübeck, die dort durch Sponsoren ihre Musikausbildung beenden konnten. Über Lübeck erhielt er Zulauf von Schülern aus der ganzen Welt.
1991 übernahm er auf Bitten des russischen Cellisten Mstislaw Rostropowitsch den Telefónica-Lehrstuhl für Violine an der neugegründeten Escuela Superior de Música Reina Sofía in Madrid. Von 1997 bis zu seiner Emeritierung zum Sommersemester 2014 war er ordentlicher Professor an der Hochschule für Musik und Tanz Köln. Weitere Verpflichtungen führten ihn u. a. an die Royal Academy of Music London, das Rotterdams Conservatorium und die Hochschule für Musik und Theater Zürich. Neben den erfolgreichen russischen Musikern Vadim Repin und Maxim Vengerov gehören zu seinen Schülern zum Beispiel David Garrett, Daniel Hope, Mayuko Kamio, Daishin Kashimoto, Tamaki Kawakubo, Igor Malinovsky, Gwendolyn Masin, Sayaka Shoji, Kirill Troussov und Soyoung Yoon. Hope erinnerte sich 2009 zurück: „Von dem phänomenalen Zakhar Bron unterrichtet zu werden ist wie ein Hauptgewinn im Lotto.“
In Zürich wurde 2010 die Zakhar Bron School of Music zur Förderung musikalischer Talente gegründet, deren Ehrenpräsident er ist. In Interlaken, Kanton Bern, installierte er das Zakhar Bron Chamber Orchestra (2011) für seine Nachwuchsmusiker und die Geigenakademie Zakhar Bron Akademie (2013).

## Kontroverse
Bron nimmt aufgrund seiner Erfolge als Violinlehrer weltweit zahlreiche Jurortätigkeiten wahr. In jüngster Zeit wurde er dafür von Norman Lebrecht kritisiert, dass seine Schüler aus Wettbewerben erfolgreich hervorgehen würden, denen er als Juror angehört wie der Shanghai Isaac Stern International Violin Competition, dem Monte-Carlo Music Masters und der International Competition „Young Virtuosos“ in Sofia. 2015 gewannen seine Schüler fünf der sechs vergebenen Preise der von ihm initiierten „International Boris Goldstein Violin Competition“. Im Februar 2018 legte Fabio Luisi sein Amt als Vorsitzender des Violinwettbewerbs Premio Paganini aus Protest nieder, nachdem die örtliche Kulturbeauftragte Elisa Serafini bekundet hatte, den Jurorenkreis verändern und Bron zum Botschafter des Wettbewerbs ernennen zu wollen.

## Ehrungen
- 1998: Bundesverdienstkreuz am Bande[12]
- 2001: Volkskünstler Russlands
- 2006: Orden Alfons X. des Weisen
- 2017: Ernennung zum „Botschafter von Interlaken“

## Bibliografie
- Samuel Applebaum, Mark Zilberquit, Zakhar Bron u. a.: The Way They Play. Book 14. Paganinia Publication Inc., Neptune City, N.J. 1986, ISBN 0-86622-010-0, S. 65–114.